# Belly Button Window
Pistes de First Rays of the New Rising Sun
In From the Storm
(16) FIN
Belly Button Window est une chanson de Jimi Hendrix parue dans les albums posthumes The Cry of Love (1971), et First Rays of the New Rising Sun (1997). Elle est la dernière chanson enregistrée en studio par le guitariste de son vivant.

## Genèse et enregistrement

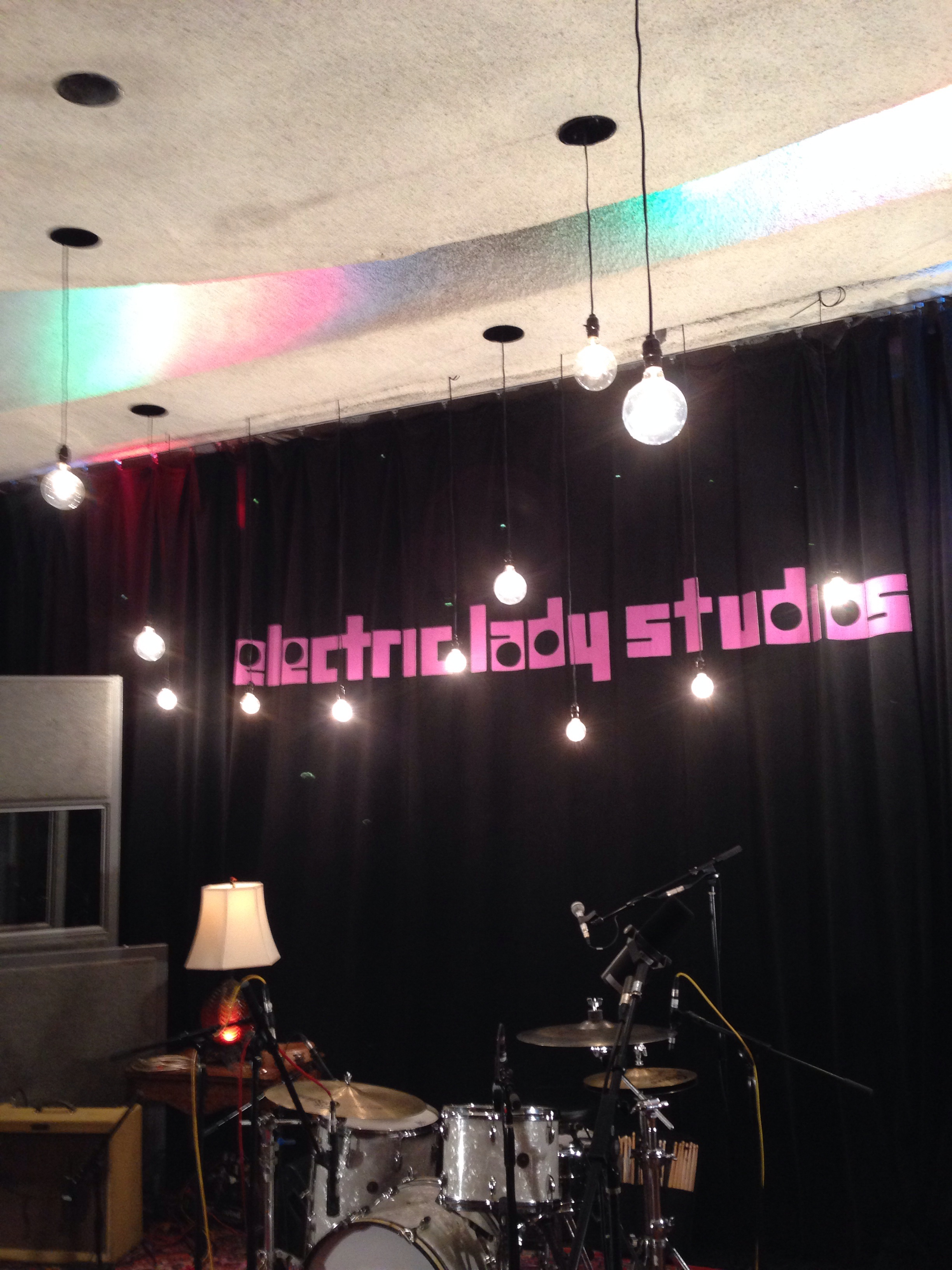
La chanson est enregistrée dans le studio A du Electric Lady (ici en photo) conçu pour le guitariste.

Le 2 juillet 1970, Jimi enregistre deux premières démos de Belly Button Window sur un magnétoscope 4-pistes dans son appartement à New York où il s'accompagne seul à la guitare. Cela est habituel pour le guitariste comme le fait remarquer son ami guitariste Velvet Turner (que Jimi connait depuis 1967) : « Il utilisait sa Stratocaster et un petit ampli Princeton pour écrire des chansons. Il jouait les mélodies puis fredonnait ou parfois chantait les mots qui lui venait. Belly Button Window et Easy Ryder sont les deux chansons qui ont pris forme comme ça »,.
Le 23 juillet, la chanson est enregistrée dans le nouveau studio de Jimi Electric Lady avec le trio constitué du bassiste Billy Cox et du batteur Mitch Mitchell. Mais ce n'est pas cette version qui est retenue par Mitch et l'ingénieur du son du studio Eddie Kramer qui préfèrent la prise démo du 22 août 1970. Toutefois, cette version existe dans le circuit des collectionneurs.
Lors de la séance du 22 août, Jimi enregistre à nouveau seul la chanson toujours dans son studio, de nouveau sur un magnétophone 4 pistes, seul à la guitare. Jimi garde la troisième prise sur laquelle il ajoute une seconde guitare avec l'effet wah-wah. Cette version est mixée deux jours plus tard le 24 août,.

## Analyse
Hommage aux pionniers du country blues, Belly Button Window est un blues intimiste dont les thèmes, inspirés de la grossesse de l'amie de Mitch Mitchell et sans doute sa propre enfance, sont pour le moins originaux : la vie intra-utérine et l'avortement. En effet, l'histoire est celle d'un bébé qui s’interroge s'il va naître ou pas. Il n'en est pas sûr ("Je me demande s'ils veulent de moi", "si vous ne voulez pas de moi maintenant, faites votre choix, où et quand" et "tu sais, si tu ne veux pas de moi, je serai heureux de retourner dans le monde des esprits"). L'enfant ne se sent pas désiré par ses parents. Il s'agirait d'une réflexion sur le vécu de Hendrix sur ses relations tourmentées et conflictuelles de ses parents et même une chanson sur l'avortement. L'artiste évoquerait peut-être la grossesse de la femme du batteur qui plaisantait régulièrement au sujet de son bébé observant à travers son nombril le monde dans lequel il allait vivre.
Belly Button Window est choisie par Mitch Mitchell et Eddie Kramer pour conclure les albums The Cry of Love en 1971, puis First Rays of the New Rising Sun en 1997 qui remplace le précédent. Simple ébauche ou non, Belly Button Window est une chanson très réussie et émouvante pour deux raisons : d'abord la qualité de l'interprétation et pour ses paroles, ensuite parce qu'il s'agit de la dernière chanson originale enregistrée par Hendrix de son vivant. Dans l'enregistrement, Jimi s'accompagne à la guitare, assurant une rythmique blues dans la tradition du genre, accompagnée d'une seconde guitare jouée avec l'effet wah-wah, tout en assurant un chant d'une voix très douce, voire confidentielle avec une intense expression. C'est un titre très émouvant, idéalement placé en fin d'album, montrant une tout autre face du blues comme My Friend. "Je suis sûr que Jimi aurait fait quelque chose de différent s'il avait vécu. Mais même sous forme de démo c'est une chanson vraiment cool",. C'est la dernière confession du guitariste.

## Sources
- Philippe Margottin et Jean-Michel Guesdon, Jimi Hendrix, la totale, Paris, E/P/A, 2018, 592 p. (ISBN 978-2-37671-015-8), p. 482-483
- First Rays of the New Rising Sun, Jimi Hendrix, 1997